# Francisco Rodríguez (baseball, 1983)
Pour les articles homonymes, voir Francisco Rodríguez et Rodríguez.
Ne pas confondre avec le lanceur vénézuélien Francisco Rodríguez, né en 1982.
Francisco Rodríguez (né le 26 février 1983 à Mexicali, Basse-Californie, Mexique) est un lanceur de relève droitier de baseball. Il évolue dans les Ligues majeures pour les Angels de Los Angeles en saison 2010 et saison 2011.

## Carrière
Francisco Rodríguez joue en ligue mineure dans l'organisation des Angels de 2006 à 2009. Il amorce la saison de baseball 2010 au niveau AAA avec les Bees de Salt Lake de la Ligue de la Côte du Pacifique, mais est rappelé par les Angels moins de deux semaines après le début du calendrier régulier, à la suite de la blessure du stoppeur Brian Fuentes.
Rodriguez fait ses débuts dans les majeures le 15 avril 2010 en lançant une manche parfaite en relève contre les Yankees de New York. Il remporte sa première victoire en carrière le 21 août sur les Twins du Minnesota. En 43 sorties en relève et 47 manches et un tiers lancées en 2010, sa moyenne de points mérités est de 4,37 avec une seule victoire et trois défaites.
En 2011, il lance 10 parties pour les Angels. Il est placé sur la liste des joueurs blessés en mai pour une blessure à l'épaule. Celle-ci tarde à guérir et il est placé sur la liste des blessés pour 60 jours durant le mois d'août.